# 21549 Carolinelang
A 21549 Carolinelang (ideiglenes jelöléssel 1998 QJ44) a Naprendszer kisbolygóövében található aszteroida. A LINEAR projekt keretében fedezték fel 1998. augusztus 17-én.